# Hartenstein (Bawaria)
Hartenstein – miejscowość i gmina w Niemczech, w kraju związkowym Bawaria, w rejencji Środkowa Frankonia, w regionie Industrieregion Mittelfranken, w powiecie Norymberga, wchodzi w skład wspólnoty administracyjnej Velden. Leży w Jurze Frankońskiej, ok. 33 km na północny wschód od Norymbergi i ok. 18 km na północny wschód od Lauf an der Pegnitz.

## Dzielnice
W skład gminy wchodzą dzielnice: 
- Hartenstein
- Rupprechtstegen
- Loch
- Engenthal

## Polityka
Wójtem jest Werner Wolter (FWG). Rada gminy składa się z 12 członków:
|      | CSU | SPD | FWG Hartenstein | Wspólnota Wyborcza | Razem     |
| 2002 | 6   | 1   | 4               | 1                  | 12 miejsc |

## Zabytki i atrakcje
- zamek Hartenstein